# Автошлях О 020705
Автошля́х О 020705 — автомобільний шлях довжиною 7.9 км, обласна дорога місцевого значення в Вінницькій області. Пролягає по Хмільницькому району від міста Калинівка до села Павлівка.

## Маршрут
Автошлях проходить через такі населені пункти:
| Автошлях О 020702  |          |
| Вінницька область  |          |
| Хмільницький район |          |
| Калинівка          | E583 М21 |
| Павлівка           |          |